# Melitaea ogygia
Melitaea ogygia är en fjärilsart som beskrevs av Hans Fruhstorfer 1908. Melitaea ogygia ingår i släktet Melitaea och familjen praktfjärilar. Inga underarter finns listade i Catalogue of Life.